# Убивство в ТРЦ «Караван»
Убивство в ТРЦ «Караван» — злочин, скоєний 26 вересня 2012 року в київському торговому центрі «Караван». Невідомий, спійманий на крадіжці зарядного пристрою (попередньо повідомлялося про викрадення флеш-накопичувача), був затриманий і заведений до кімнати охорони, де залишився разом з чотирма охоронцями, після чого дістав пістолет і відкрив вогонь. Троє охоронників загинули на місці; четвертий потрапив у реанімацію з важкими пораненнями. Стрілець безперешкодно втік. Орієнтування були розіслані по всій Україні. За інформацію про особу злочинця керівництвом «Каравану» була оголошена винагорода розміром у сто тисяч гривень.

## Напад
26 вересня 2012 року охорона київського ТРЦ «Караван» по вул. Луговій, 12 затримала покупця за підозрою у скоєнні крадіжки. У 14:49 його завели до кімнати охорони — невеличкого приміщення поруч із дитячою ігровою кімнатою. Усе, що відбулося згодом, у тому числі сама стрілянина, було зафіксовано камерами відеоспостереження. Про що розмовляли охоронці і вбивця, невідомо, однак зі слів Павла Феденкова — єдиного охоронця, що вижив — стрілець вів себе дуже спокійно, нічого не пояснював і на всі запитання відповідав коротко. Він виклав усе, що мав у кишенях, а на вимогу розплатитися відповів, що нічого оплачувати не збирається. Йому повідомили, що зараз викличуть міліцію, на що він відповів, що чекати нікого не буде, а просто піде, і спробував вийти спочатку в одні двері, потім в інші. Після того, як його не випустили, він дістав пістолет і відкрив вогонь на ураження. Діяв злочинець швидко, стріляв влучно, поводився професійно. За 14 секунд (14:54:51—14:55:05) він випустив дев'ять куль, шість із яких улучили в ціль. Троє охоронців були смертельно поранені, четвертий — Павло Феденков — отримав важкі поранення легень та шиї. За попередньою інформацією, убивця стріляв із 9-мм пістолета Макарова. Після розстрілу охорони стрілець безперешкодно втік (охоронець у торговому залі невірно зрозумів команду оператора і відчинив двері кімнати охорони, які були заблоковані). Пізніше журналістами, які провели розслідування подій у «Каравані», було встановлено, що охоронці торгового центру активно займалися здирництвом із покупців, спійманих на крадіжках, причому так звані «штрафи» досягали п'яти- і навіть десятикратних сум від вартості товару, і саме це могло спровокувати криваву розправу. Щоправда, Феденков запевнив, що саме з цього покупця ніхто грошей не вимагав, але правдивість цих свідчень перевірити неможливо. Крім того, якщо проаналізувати відеозапис із кімнати охорони, можна побачити, що стрілець виклав усе з кишень, виконав усі вимоги охорони і намагався піти — без стрілянини і конфлікту, але його не випустили; тож цілком імовірно, що у нього вимагали гроші.

## Прикмети злочинця
На вигляд 20—30 років, спортивної статури, середнього зросту — 170—175 см, волосся русяве, коротке. Був одягнений у темно-зелену куртку, сіро-голубі джинси, темні черевики. При собі міг мати вогнепальну зброю.

## Жертви
- Володимир Бурчак, 31 рік, старший зміни добової охорони.
- Олександр Завадський, 27 років, начальник охорони.
- Дмитро Марченко, 28 років, заступник начальника відділу безпеки.
- Павло Феденков, 31 рік.

## Розслідування
Першим підозрюваним уже через декілька днів у МВС було оголошено мешканця Києва 1986 року народження. Ім'я та прізвище підозрюваного не розголошувалися. Згодом у скоєнні злочину підозрювали дуже схожого на стрільця з «Каравану» неонациста і кілера Олександра Паринова, який знаходився у розшуку, і навіть ліквідованого у 2011 році терориста Андрія Шемятенкова. Загалом було перевірено близько сотні повідомлень громадян про те, що вони знають або бачили людину на відео з «Каравану». Головним і наразі єдиним підозрюваним у цій справі залишається Ярослав Теодозійович Мазурок — 1974 року народження, уродженець міста Кам'янка-Бузька Львівської області, мешканець Києва. Його причетність до злочину начебто була доведена експертизою ДНК, однак який саме генетичний матеріал міг залишитися на місці злочину і як удалося так швидко провести експертизу (кров для аналізу в матері Мазурка взяли 3 жовтня, а про результат було повідомлено вже 5 жовтня), у МВС не уточнили. Крім того, не було сказано жодного слова про мотив злочину та наявність або відсутність у підозрюваного алібі. Важливим також є те, що жоден із друзів, знайомих та родичів Мазурка не впізнав його на фото і відео з «Каравану», а єдиний охоронник, що вижив після стрілянини, через рік після трагічних подій дав інтерв'ю, у якому впевнено заявив, що в нього стріляв не Ярослав Мазурок. Також Феденков розповів, що стрілець мав ключі від автомобіля Toyota (цей факт чомусь приховувався; навіть із відео був вирізаний момент, коли вбивця викладає на стіл ключі) і під час стрілянини діяв дуже професіонально і холоднокровно. За словами Феденкова, Мазурок лише віддалено схожий на стрільця, має інший колір волосся і суттєво старший.

## Підсумок справи
Справу було закрито 11 квітня 2013 року за фактом знайдення 7 листопада 2012 року в Сирецькому парку Києва тіла чоловіка, схожого на головного підозрюваного. Експертиза ДНК начебто підтвердила, що труп на Сирці на 99,9 % — Ярослав Мазурок. Попередньою причиною смерті було названо самогубство: підозрюваний начебто застрелився. Поруч із трупом було знайдено револьвер «Наган» з однією стріляною гільзою в барабані. Дружина підозрюваного в убивстві в «Каравані» впізнала тіло свого чоловіка, однак під час похорону 17 листопада 2012 року мати Ярослава Мазурка сказала, що в труні не її син.

## Факти

ИЖ-79-Т (травматична версія пістолету Макарова) — знаряддя вбивства за версією правоохоронців

- За словами правоохоронців, масове вбивство в «Каравані» стало одним із найрезонансніших і найгучніших злочинів за роки існування незалежної України[джерело?].
- Знаряддям убивства за версією правоохоронців став не сам пістолет Макарова, а його травматична версія — ИЖ-79-Т (більш відомий як «Макарич»), перероблений шляхом заміни ствола під відстріл бойових набоїв[джерело?].
- На пістолет було встановлено досить рідкісний пристрій — гільзоприймач (невеличкий мішечок, який кріпиться до затворної рами, щоб запобігти розкидуванню гільз при пострілах)[7].
- Попри численні заяви у ЗМІ, стрілець із «Каравану» вкрав не флешку, а підзарядник для акумуляторів, який коштував 126 гривень[2].
- Стрілець випустив дев'ять куль. Вісім куль було в обоймі і одна в патроннику, тобто зброя була приведена в повну бойову готовність[8].
- За свідченнями охоронників «Каравану», під час утечі з місця події на виході з гіпермаркету вбивця стикнувся з нарядом міліції, однак правоохоронці, попри прохання охоронників торгового центру затримати вбивцю, самі втекли з місця події, не вживши жодних заходів для затримання небезпечного злочинця[9].
- Пістолет, з якого було розстріляно охоронників «Каравану», досі не знайдено[джерело?].
- У вересні 2015 року, у третю річницю стрілянини, правоохоронці передали журналістам відео, де начебто головний підозрюваний у справі за декілька днів до смерті проводить ніч у інтернет-клубі — під час огляду тіла з Сирецького парку в кишені було знайдено чек саме з цього закладу. Однак на відео не видно обличчя, а як саме було встановлено, що людина на відео — Мазурок, у МВС не уточнюють[10]. Крім того, незрозуміло, яким чином це доводить провину Ярослава Мазурка.